# 李敖有话说
《李敖有话说》，凤凰卫视中文台的個人意見节目，主持人是著名文学家、历史学家李敖，主要内容涉及文化、政治、军事和时事，主轴为中华文化。李敖的演播风格，与学术性的理论研究相比较为平易，同时亦追求内容的学理性与权威性，力求雅俗共赏。

## 播出时间
《李敖有话说》在2004年3月8日开始播出，2006年12月31日停止播出，播出时间为每星期一到星期五16点45分。2011年9月18日，李敖在鳳凰衛視中文台節目《文化大觀園》说，他离开鳳凰衛視的原因是他第六次开始骂中國國民黨榮譽主席连战的时候被封杀了，另一个原因是他骂连战使得凤凰卫视行政总裁刘长乐受到了某种程度的困扰，他觉得有愧于朋友，他离开而不破坏友情。2007年1月，李敖接受《南都周刊》採訪時說，“决定在我的余生里面，再次维护中华文学的尊严，去整理一些中国好的文字方面的东西”。

## 节目主持
该栏目的节目主持人是著名文学家、历史学家李敖。李敖自谓：“一手包办、一言九鼎、一针见血，打破电视制作模式，以证据骂人、以口舌开心，闯出一片言论新天地”。

## 事件
2004年，李敖在《李敖有話說》大談六四天安門事件，鳳凰衛視的編審要求刪除；結果李敖一不做、二不休，連罵六集，從鄧小平到劉長樂全被他罵；結果劉長樂見狀，忍著氣下令「播了，不刪也不剪」，當日鳳凰衛視在最大的落地區廣東省全天被蓋台。劉長樂請陳文茜勸勸李敖，但陳文茜沒轉一個字、只把結果真相告訴李敖；第二天，《李敖有話說》錄影，李敖拐個彎，不談六四天安門事件，只談「毛語錄與毛主席為什麼不一樣」。2005年9月24日，陳文茜說，這次事件為了鳳凰衛視在大陸難得的空間，也為了李敖日後在大陸的言論自由，李敖「從獅子變成狐狸」。
2018年3月20日，劉長樂回憶：「對於鳳凰衛視來說，《李敖有話說》節目風險極大：兩岸關係敏感，一旦涉及言論底線，覆水難收。因為有風險，廣告商不願投，這個節目連續三年沒有一分錢的廣告。但是，我們覺得（李敖）先生是中國文化之中一個標誌性的符號、一個可以溝通兩岸的重要人物，其作用無人可以替代；因此，有風險也要上，有壓力也要扛。」

## 评价
正面评价
支持李敖的网友表示：“在这个到处都是面具、假话满天飞的时代，有一个李敖存在，让我们感到了思想的快乐。”“李敖是一个人物。但绝不是他自诩的人物。李敖是一个文学家，但绝不是一个前无古人的大家。李敖是一个斗士，但绝不是绝唱！”
负面评价
2004年4月23日，作家刘晓波批評：“看李敖的献媚表演，还真跟中共的御用智囊有一拚。……他从不提及大陆的言论管制以及频繁发生的禁书案和文字狱，他还宽容地对待大陆的言论不自由。就连凤凰卫视删节他的讲话，他都能报以理解的态度。这与他斥责蒋家政权禁书时的尖刻和愤怒，恰成鲜明的对比。”2011年7月23日，李敖在香港書展演講時說，「共產黨知道我在罵他，是劉曉波笨」。

## 外部連結
- 《李敖有话说》2004年3月8日第1集－2006年1月13日第482集逐字稿 （页面存档备份，存于）